# 레알 마드리드 후베닐
레알 마드리드 CF 후베닐(스페인어: Real Madrid Club de Fútbol Juvenil)은 레알 마드리드 유소년 시스템 중 프로팀 아래에 있는 단계에서 가장 높은 연령대의 팀이다. A, B, C 세 단계로 이루어져있고, 만 15~19세의 선수들이 주로 소속되어있다. 여기에서 승격을 하는 선수들은 프로팀으로 올라가게 된다.
| 스쿼드   | 연령  | 감독                    | 단계 | 리그                                             |
| -------- | ----- | ----------------------- | ---- | ------------------------------------------------ |
| 후베닐 A | 17–19 | 알바로 아르벨로아       | 1    | 디비시온 데 오노르 (그룹 5)                      |
| 후베닐 B | 16–18 | 훌리안 로페스 데 레르마 | 2    | 리가 나시오날 (그룹 12)                          |
| 후베닐 C | 15–17 | 알베르토 피토           | 3    | 프리메라 디비시온 아우토노미카-마드리드 (그룹 1) |

## 같이 보기
- 라 파브리카
- 레알 마드리드 카스티야
- 레알 마드리드 C